# Coscinedes oaxaca
Coscinedes oaxaca là một loài bọ cánh cứng trong họ Cerambycidae.